# Svetlana Alekseeva
Svetlana Alekseeva (2000), conocida profesionalmente como Sveta Ugolyok, es una modelo rusa.

## Trayectoria
A los cuatro años sufrió quemaduras en más del 50% de su cuerpo. Su madre la había dejado sola en la casa, y la niña trató de quemar los hilos sueltos de su camisón con una vela en la forma en que ella había visto a su madre. El camisón era de tela sintética y se incendió, fusionándose con su piel. El accidente lo contó así: "Mi madre fue a un supermercado a comprar pelmeni. Mientras tanto, se hizo de noche y decidí encender una vela, ya que tenía miedo a la oscuridad. Cuando encendí la vela, recordé que mi madre solía deshacerse de los hilos sueltos de su ropa quemándolos. Decidí hacer lo mismo con mi camisón: era un tejido sintético. Así que quise quitarme un hilo suelto, pero en lugar de quemarse, continuó ardiendo".
Estuvo en coma durante dos meses y quedó cicatrizada por las quemaduras. Su madre, alcohólica, no la visitó en el hospital y posteriormente la abandonó. Alekseeva pasó parte de su infancia en un orfanato, y sufrió acoso debido a su apariencia, la llamaban "Freddy Krueger" y "Frankenstein". A los 18 años expresó que: "Si la sociedad te presiona y te acosa sólo porque tienes cierta individualidad, eso no significa que tengan razón".
Alekseeva está desarrollando una carrera como modelo (persona) a pesar de sus cicatrices. En 2018, fue una de las 100 mujeres de la BBC, una lista de mujeres "inspiradoras e influyentes". El listado decía "Svetlana sobrevivió a un incendio que quemó casi la mitad de su cuerpo y ahora trabaja para ayudar a las personas con cicatrices a sentirse positivas sobre sus cuerpos".